# چارلز داوتی

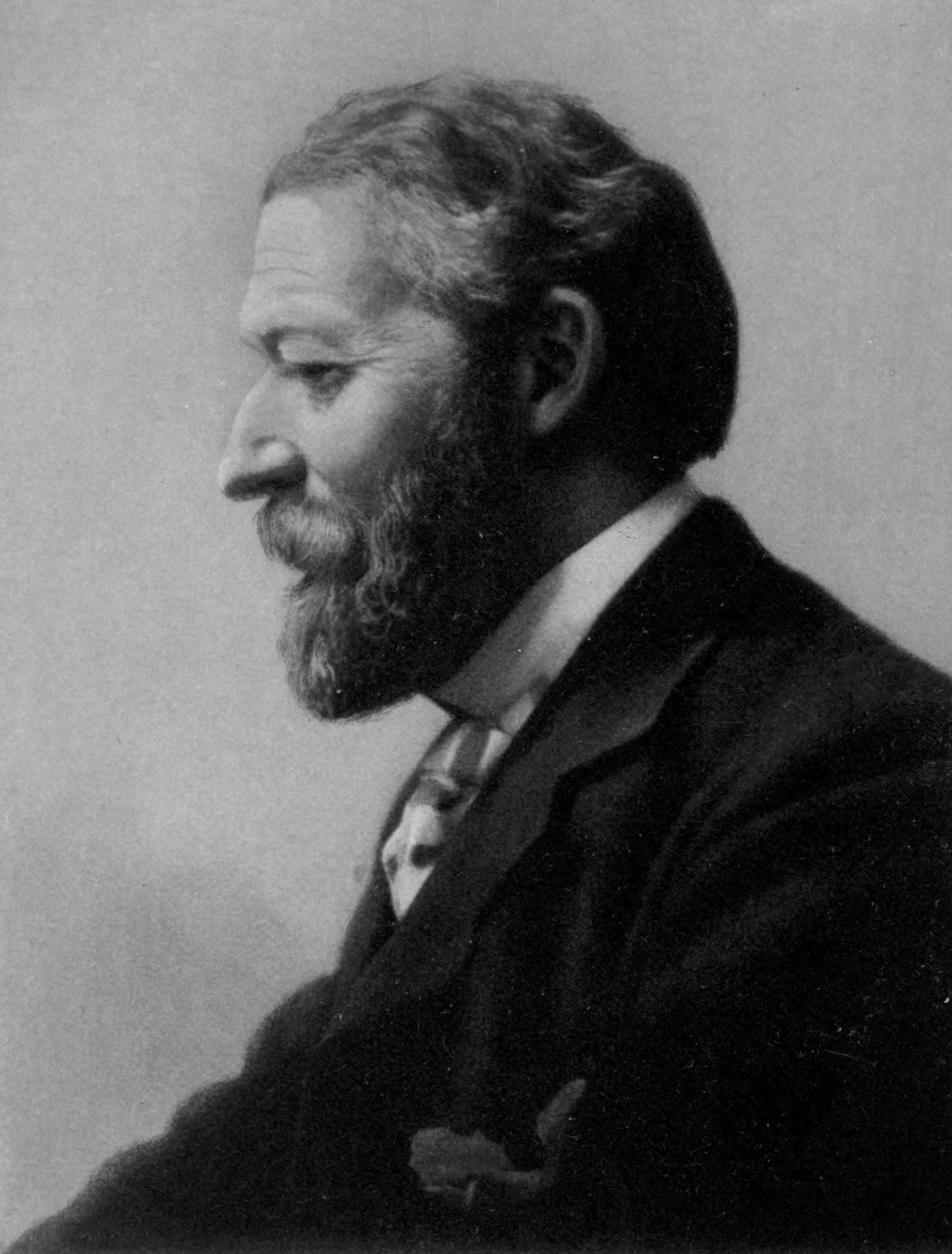

چارلز مونتاگو داوتی (به انگلیسی: Charles Montagu Doughty) (زاده ۱۹ اوت ۱۸۴۳ در تربرتن هال سافک - درگذشته ۲۰ ژانویه ۱۹۲۶) شاعر، نویسنده و جهانگرد انگلیسی و پدر فردا داوتی و دوروتی داوتی، هر دو از شعرای انگلیسی.
بیشترین شهرتش بخاطر سفرنامه دو جلدی سال ۱۸۸۸ اوست که با نام سفر در صحرای عربستان (Travels in Arabia Deserta) منتشر شد. کتاب در آغاز انتشار تأثیر چندانی نداشت ولی با گذر زمان معیار سفرنامه های بلند پروازانه شد و بخاطر لحن و محتوایش توجه بسیار بر انگیخت. توماس ادوارد لورنس این کتاب را یافت و سبب ساز چاپ دیگری از آن در سالهای دهه ۱۹۲۰ شد و مقدمه ای دلکش بر آن نوشت. از آن زمان تا امروز این کتاب بارها چاپ و نایاب شده است. کتاب شرح مفصل راههائی است که داوتی پیموده و کشفیاتی که در آنجا کرده، با اسلوبی فخیم و شیوه ای خاص مبتنی بر انجیل جیمز شاه، هر چند آکنده از نوآوری هائی که خواننده را غافلگیر می کند.